# Nogomet na OI 1952.
Nogomet na Olimpijskim igrama u Helsinkiju 1952. godine uključivao je natjecanja samo u muškoj konkurenciji.

## Osvajači medalja – muški
| Zlato | Srebro | Bronca |
| --- | --- | --- |
| Mađarska Gyula Grosics Jenö Dalnoki Imre Kovacs Laszlo Budai Ferenc Puskás Zoltan Czibor Lajos Csordas Jenő Buzánszky Gyula Lóránt Mihály Lantos József Bozsik József Zakariás Nándor Hidegkuti Sándor Kocsis Péter Palotás | Jugoslavija Vladimir Beara Branislav Stanković Tomislav Crnković Zlatko Čajkovski Ivan Horvat Vujadin Boškov Tihomir Ognjanov Rajko Mitić Bernard Vukas Stjepan Bobek Branko Zebec | Švedska Karl Svensson Lennart Samuelson Erik Nilsson Holger Hansson Bengt Gustavsson Gösta Lennart Lindh Sylve Bengtsson Gösta Löfgren Ingvar Rydell Yngve Brodd Gösta Sandberg Olof Ahlund |

## Turnir

### Preliminarni krug
- Poljska –  Francuska 2:1
- Mađarska –  Rumunjska 2:1
- Jugoslavija –  Indija 10:1
- Danska –  Grčka 2:1
- SSSR –  Bugarska 2:1 (pr.)
- Italija –  SAD 8:0
- Brazil –  Nizozemska 5:1
- Luksemburg –  Velika Britanija 5:3
- Egipat –  Čile 5:4

### Prvi krug
- Finska –  Austrija 3:4
- Brazil –  Luksemburg 2:1

- Jugoslavija –  SSSR 5:5 (pr.)
- Jugoslavija –  SSSR 3:1

- Njemačka –  Egipat 3:1
- Danska –  Poljska 2:0
- Švedska –  Norveška 4:1
- Mađarska –  Italija 3:0
- Turska –  Nizozemski Antili 2:1

### Četvrtzavršnica
- Švedska –  Austrija 3:1
- Njemačka –  Brazil 4:2 (pr.)
- Mađarska –  Turska 7:1
- Jugoslavija –  Danska 5:3

### Poluzavršnica
- Mađarska –  Švedska 6:0
- Jugoslavija –  Njemačka 3:1

### Utakmica za broncu
- Švedska –  Njemačka 2:0

### Utakmica za zlato
- Mađarska –  Jugoslavija 2:0